# Olgiate Olona
Olgiate Olona (lombardul: Ulgiaa vagy Ulgiò) település Olaszországban, Varese megyében. Lakosainak száma 12 671 fő (2023. január 1.). Olgiate Olona Busto Arsizio, Castellanza, Fagnano Olona, Gorla Minore, Marnate és Solbiate Olona községekkel határos.

## Népesség
A település népességének változása:
| Lakosok száma | 12 409 | 12 444 | 12 671 |
|               | 2017   | 2018   | 2023   |